# Коппелия
«Коппе́лия» (полное название — «Коппелия, или Красавица с голубыми глазами», фр. Coppélia) — комический балет французского композитора Лео Делиба. Либретто написано по новелле Гофмана «Песочный человек» Шарлем Нюитером и балетмейстером спектакля Артуром Сен-Леоном. Премьера состоялась в Парижской опере 25 мая 1870 года, в присутствии Наполеона III и его супруги, императрицы Евгении. Первыми исполнителями были: Сванильда — Джузеппина Боццакки, Франц — Эжени Фиокр (травести), Коппелиус — Доти; художники Ш. Камбон, Э. Деплетен, Лавастр (декорации), П. Лормье (костюмы). Балет пользуется большой популярностью, его постоянно ставят многие театры мира.

## Общая характеристика

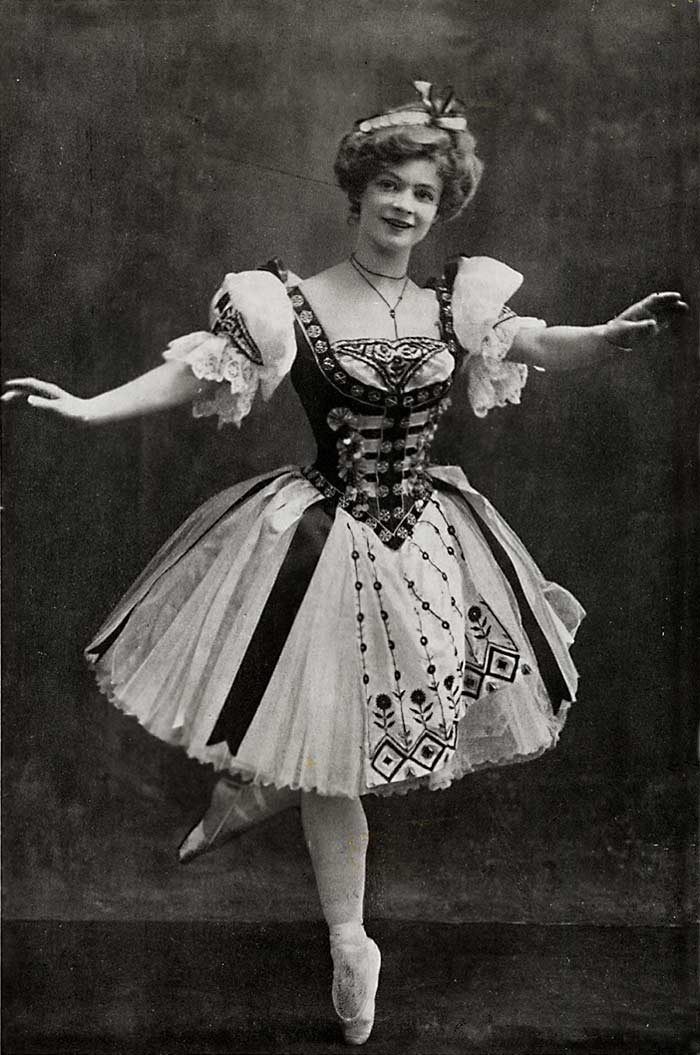
Аделина Жене в партии Сванильды, 1900

Балет входит в избранный круг классических балетов, которые постоянно присутствуют в репертуаре балетных трупп. Вместе с тем, он занимает в этом элитном круге особое место. Комический характер, не отягощенный излишним психологизмом, большое число пантомимных мизансцен, разнохарактерные танцы делает его привлекательным для выпускных и учебных спектаклей хореографических школ, позволяя показать возможности выпускников, а также в качестве премьерного спектакля для молодых, создаваемых коллективов.
Балет появился в тот период, когда европейское искусство балета переживало кризисные явления. В обществе преобладал взгляд на балет как на искусство развлекательное, не способное к решению значимых творческих задач. Балет «Коппелия» был первым шагом на пути преодоления этой ситуации и создания симфонического балета, процесса завершившегося созданием балетов П. И. Чайковского. Балет, созданный выдающимся французским композитором, учеником Адольфа Адана, продолжает лучшие традиции романтического балета. Вместе с тем в пластичной, гармоничной, пронизанной ритмами вальса музыке этого балета развиваются симфонические элементы, большое значение приобретают описательные моменты и жанровый колорит, повышается реалистически-психологическая выразительность индивидуальности образов. Используя опыт создания оперетт, Делиб вводил в балет жанровые зарисовки персонажей. Балетная музыка Делиба высоко ценилась П. И. Чайковским и А. К. Глазуновым, которым были близки его творческие принципы, в первую очередь симфонизация балета.
Постановка этого балета считается наиболее удачной из работ французского балетмейстера Сен-Леона; это была последняя в его жизни работа и последовала после его 10-летнего пребывания в России в должности главного императорского балетмейстера; однако, работая в России, он постоянно продолжал ставить новые балеты и в Париже, куда он часто наведывался из России. В прошлом виртуозный танцовщик, Сен-Леон работал много и плодотворно, на русской сцене он поставил, в частности, «Конька-Горбунка» Цезаря Пуни по сказке П. П. Ершова и «Золотую рыбку» Людвига Минкуса по А. С. Пушкину. Стремясь к повышению зрелищного разнообразия балетов Сен-Леон развивал жанр характерного танца, стилизуя для балетной сцены национальные танцы.
Балет «Коппелия, или Девушка с эмалевыми глазами», последний французский балет романтического направления, признается мировой балетной критикой как вершина всего творчества Артура Сен-Леона.
Став последним французским романтическим балетом, это произведение великолепным образом замыкает жанр балетного романтизма, начатый балетом «Сильфида». По словам Дж. Баланчина, тогда как «Сильфида» признана величайшей трагедией в истории балета, то «Коппелия» — величайшая из хореографических комедий. Таким образом, стиль романтизма во французском балете был начат трагедий и окончен комедией.
Спустя четыре месяца после успешной премьеры балета «Коппелия» Артюр Сен-Леон неожиданно скончался в возрасте 49 лет.

## Содержание балета
Основная сюжетная линия балета даёт достаточный простор для создания альтернативных сценариев, чем и пользовались большинство постановщиков. Здесь приведен краткий пересказ сценария по версии, поставленной Петипа и Чеккети и восстановленной Сергеем Вихаревым в Новосибирске и Большом театре.
Некоторые другие версии можно найти по ссылкам:
- вариант Петипа и Чеккетти, реализованный Сергеем Вихаревым (недоступная ссылка)
- аналогичный вариант, изложенный на сайте Русское кино
- вариант Наталии Касаткиной и Владимира Василёва
- вариант Андрея Петрова

### Первый акт
Действие немецкой сказки Гофмана переносится в Галицию, что позволяет включить в балет венгерские и польские танцы. Сцена изображает площадь маленького городка. В окне одного из домов, принадлежащего профессору Коппелиусу, можно наблюдать его дочь Коппелию, прекрасную и загадочную уже тем, что она никогда не бывает на улице и не общается ни с кем в городе. Некоторые юноши в городе пытались подавать ей знаки, но она не отвечает на них. На сцене появляется главная героиня балета, местная девушка Сванильда, которая обручена с Францем, но подозревает, что её жених, как и многие молодые люди городка неравнодушен к Коппелии.
Через некоторое время на площади появляется Франц, сначала он направляется к дому Сванильды, но потом, думая, что его не видят, кланяется Коппелии, та отвечает на его поклон. За этим наблюдает из своего окна Коппелиус и Сванильда из своего укрытия. Она выбегает и гонится за бабочкой. Франц ловит бабочку и прикалывает её к своей шляпе. Сванильда возмущена его жестокостью и порывает с ним.
На площади появляется толпа людей и бургомистр. Он объявляет о предстоящем празднике по поводу получения нового колокола. Он спрашивает Сванильду, не устроить ли заодно и свадьбу с Францем. В танце с соломинкой она показывает, что у неё с Францем всё кончено.
Ночью площадь городка пустеет. Коппелиус выходит из дома в соседний кабачок. Его окружает толпа молодёжи, предлагая присоединиться к ним. Он вырывается и уходит, но при этом теряет ключ от дома. Толпа девушек находит ключ. Они уговаривают Сванильду проникнуть в дом Коппелиуса.
Появляется Франц, не зная что девушки в доме, он приставляет лестницу и пытается залезть через окно. В это время возвращается Коппелиус, который видит Франца, пытающегося залезть в дом.

### Второй акт
Действие второго акта происходит в ночной мастерской Коппелиуса, полной книг, инструментов, кукол-автоматов. Девушки, осматривающие мастерскую, замечают Коппелию и понимают, что это кукла. Девушки, разыгравшись, нажимают на пружины, и куклы начинают двигаться. Сванильда переодевается в платье Коппелии. Появляется Коппелиус, который прогоняет девушек. Он осматривает куклу, которая кажется целой. В это время через окно влезает Франц. Он направляется к Коппелии, но его хватает старик. Франц говорит ему о своей любви к Коппелии. Тогда у Коппелиуса возникает замысел оживить куклу. Он опаивает Франца вином со снотворным.
С помощью магии он хочет передать жизненные силы Франца. Кажется, это удается — кукла постепенно оживает, танцует испанский танец и жигу. Она двигается всё быстрее, начинает ронять инструменты, хочет проколоть Франца шпагой. С большим трудом Коппелиус усадил куклу на место. Старик хочет отдохнуть. Франц просыпается и с появившейся из-за занавески Сванильдой покидают дом. Коппелиус понимает, что его провели и роль куклы играла Сванильда.

### Третий акт
Городской праздник освящения колокола. Салюты. Радость. Франц и Сванильда помирились. Появляется Коппелиус, который требует компенсации за учиненный в мастерской разгром. Сванильда хотела отдать ему своё приданое, но деньги дает бургомистр. Начинается праздник с аллегорическими танцами.

## Некоторые постановки

### В России и СССР
- 24 января (по ст. ст. 5 февраля) 1882 в московском Большом театре. Постановка балетмейстера И. Хансена (Гансена) (по Сен-Леону, дирижёр С. Я. Рябов, художники А. С. Гурьянов, К. Ф. Вальц и Ф. И. Нордмак. В ролях: Сванильда — Лидия Гейтен (позже Любовь Рославлева, Аделина Джури и др.), Франц — Никольская, Коппелиус — В. Ваннер.
- 25 ноября 1884 — в Большом театре Санкт-Петербурга, балетмейстер М. Петипа, художник костюмов П. Григорьев. В ролях: Сванильда — Варвара Никитина, Франц — Павел Гердт, Коппелиус — Тимофей Стуколкин[3].
- 17 февраля 1894 — в Мариинском театре, балетмейстер Энрико Чекетти и Лев Иванов по хореографии М. Петипа, художники И. П. Андреев (1 акт), Г. Левот (Levot) (2 акт), П. Б. Ламбин (3 акт), Е. П. Пономарёв (костюмы); Сванильда — Пьерина Леньяни (позже Матильда Кшесинская, Ольга Преображенская и др.).
- 25 февраля 1905 в Большом театре, балетмейстер А. А. Горский. В ролях: Сванильда — Екатерина Гельцер, Франц — Василий Тихомиров, Коппелиус — Василий Гельцер.
- 6 марта 1918 в Петроградском театре оперы и балета, балетмейстер Чекетти возобновил постановку 1894 г.; дирижёр Лачинов
- 12 сентября 1924 г. в Большом театре на сцене Экспериментального театра, возобновление по А. А. Горскому, дирижёр Ю. Ф. Файер; художник К. Ф. Вальц. В ролях: Сванильда — Анастасия Абрамова, Франц — Иван Смольцов, Коппелиус — Владимир Рябцев.
- Около 1929 г. — труппой Московский художественный балет под руководством В. В. Кригер, которая вскоре вошла в Музыкальный театр имени К. С. Станиславского и Вл. И. Немировича-Данченко. «Коппелия» — один из первых спектаклей труппы
- 4 апреля 1934 в Ленинградском Малом оперном театре балетмейстером Ф. В. Лопуховым, по собственному сценарию в 3 актах с прологом, с кукольной интермедией Е. С. Деммени, художник М. П. Бобышов, дирижёр И. Э. Шерман. В ролях: Сванильда — 3. А. Васильева, Франц — П. А. Гусев, Коппелиус — М. А. Ростовцев.
- 7 мая 1949 — в филиале Большого театра, балетмейстеры Е. И. Долинская и А. И. Радунский по хореографии А. А. Горского, дирижёр Ю. Ф. Файер, художник Л. Н. Силич. В ролях: Сванильда — О. В. Лепешинская (затем С. Н. Головкина), Франц — Ю. Г. Кондратов, Коппелиус — В. И. Цаплин (затем А. И. Радунский).
- 1949 г. — новая постановка в Ленинградском Малом театре, сценография Г. Б. Ягфельда;, балетмейстер Н. А. Анисимова, художник Т. Г. Бруни, дирижёр Е. М. Корнблит; Сванильда — Г. И. Исаева, Коппелия — В. М. Розенберг, Франц — Н. Л. Морозов.
- 14 декабря 1973 — новая постановка в Ленинградском Малом театре, балетмейстер О. М. Виноградов, художник М. А. Соколова, дирижёр В. А. Чернушенко. В Ролях: Коппелиус — Г. Р. Замуэль, С. А. Соколов, Коппелия — Л. В. Филина, Сванильда — Т. И. Фесенко, B.C. Муханова, Франц — Н. А. Долгушин.
- 16 июня 1975 Музыкальный театр имени К. С. Станиславского и Вл. И. Немировича-Данченко, балетмейстер Чичинадзе, сценарий А. В. Чичинадзе и А. С. Агамирова, художник Э. Г. Стенберг, дирижёр — Г. Г. Жемчужин; В ролях: Сванильда — М. С. Дроздова, Франц — В. С. Тедеев, Коппелиус — А. Н. Домашёв, В. Б. Островский.
- 24.12.1977 — Московское хореографическое училище и Московская консерватория на сцене Кремлёвского Дворца съездов, балетмейстеры Головкина Софья Николаевна, Мартиросян Максим Саакович, А. И. Радунский возобновили постановку А. А. Горского, художник В. С. Клементьев, дирижёр А. А. Копылов. В ролях; Сванильда — И. М. Пяткина (затем и Э. Лузина, И. Кузнецова), Франц — В. И. Деревянко (затем И. Д. Мухамедов, А. Н. Фадеечев), Коппелиус — А. И. Радунский.
- 1992 — московский «Русский балет» редакция В. М. Гордеева
- 24 марта 1992 — Мариинский театр, балетмейстер О. М. Виноградов, художник В. А. Окунев (декорации), И. И. Пресс (костюмы), дирижёр А. Вилюманис[латыш.]; Коппелиус — П. М. Русанов, Коппелия — Э. Г. Тарасова, Сванильда — Л. В. Лежнина, Ирина Шапчиц. Франц — Михаил Завьялов.
- 8 марта 2001 года театр «Кремлёвский балет» в Государственном Кремлёвском дворце, Хореограф-постановщик и автор новой редакции либретто — Андрей Петров. Сценография — Борис Краснов, художник-постановщик — Павел Оринянский, художник по костюмам — Ольга Полянская. Президентский оркестр Российской Федерации, художественный руководитель и дирижёр — Павел Овсянников, в балете использованы фрагменты музыки Эрнста Теодора Амадея Гофмана. Профессор магии — Валерий Лантратов, Франц — Константин Матвеев, Сванильда — Жанна Богородицкая, Коппелия — Нина Семизорова[4]
- 24 мая 2001 года в Новосибирском театре оперы и балета хореограф Сергей Вихарев восстановил постановку Мариинского театра от 1894. Хореография М. Петипа и Э. Чеккетти была восстановлена с использованием записей Н. Сергеева, выполненных в системе хореографической нотации В. Степанова, из театральной коллекции Гарвардского университета. Художник-постановщик — Вячеслав Окунев восстановил оригинальную сценографию. Дирижёр — Андрей Данилов. Гастроли НГАТОиБ с балетом «Коппелия»: Испания (2002), Португалия (2002), Япония (2003), Таиланд (2004)[5].
- В 2007 году Татарский академический государственный театр оперы и балета имени Мусы Джалиля поставил «Коппелию» в хореографии А. Сен-Леона и М. Петипа. Художник-постановщик — Анна Нежная (Москва). Хореограф-постановщик — Владимир Яковлев.
- 11 марта 2009 Театр классического балета (Москва) постановка Натальи Касаткиной и Владимира Василёва в 2-х актах, в новой редакции либретто. Хореография: Артур Сен-Леон, Энрико Чеккетти, Мариус Петипа, Александр Горский, Наталия Касаткина и Владимир Василёв. Художник — Елизавета Дворкина. Оркестр театра Новая опера. Дирижёр — Валерий Крицков. В ролях: Сванильда — Людмила Доксомова; Франц — Алексей Орлов; Коппелия — Екатерина Березина; Коппелиус — Владимир Муравлев; Екатерина Хапова— в «аллегорических» танцах (Рассвет — Молитва — Работа — Сумерки)
- 12 марта 2009 г. Спектакль Большого театра, поставленный Сергеем Вихаревым, повторяет его новосибирскую попытку 2001 г. по восстановлению хореографии Мариуса Петипа и Энрико Чеккетти второй петербургской редакции балета от 1894 г. Возрождение декораций — Борис Каминский, костюмов — Татьяна Ногинова. Дирижёр-постановщик спектакля — Игорь Дронов[англ.]. В ролях: Сванильда — Мария Александрова, Наталья Осипова, Анастасия Горячева, Франц — Руслан Скворцов, Вячеслав Лопатин, Артем Овчаренко.

Постановки в театрах оперы и балета других городов:
- 1918 — Воронеж, балетмейстер М. Ф. Моисеев
- 1925 — Азербайджанский государственный академический театр оперы и балета им. М. Ф. Ахундова (Баку), балетмейстер Говорков.
- 1922 — хореографическая студия под руководством при 1-м Белорусском театре (ныне Белорусский театр им. Я. Купалы) (Минск), балетмейстер К. А. Алексютович[бел.]
- 1922 — Свердловский театр оперы и балета, балетмейстер К. Л. Залевский
- 1927 — Украинский театр оперы и балета имени Т. Г. Шевченко (Киев), балетмейстер Рябцев
- 1928 — Украинский театр оперы и балета имени Т. Г. Шевченко (Киев), балетмейстер Дисковский
- 1933 — Свердловский театр оперы и балета
- 1935 — Белорусский театр оперы и балета (Минск), балетмейстер Ф. В. Лопухов, руководитель постановки Г. Н. Петров
- 1935 — Грузинский театр оперы и балета им. 3. П. Палиашвили (Тбилиси), балетмейстер В. А. Ивашкин
- 1936 — Днепропетровск, балетмейстер Ф. В. Лопухов
- 1937 — Горьковский государственный театр оперы и балета имени А.С. Пушкина балетмейстер Сидоренко
- 1938 — Грузинский театр оперы и балета им. 3. П. Палиашвили (Тбилиси), балетмейстер В. А. Ивашкин.
- 1940 — Башкирский государственный театр оперы и балета (Уфа), балетмейстер Н. Г. Зайцев, дирижёр Х. В. Фазлуллин (1948, 1963)
- 1941 — Украинский театр оперы и балета имени Т. Г. Шевченко (Киев), балетмейстер С. Н. Сергеев
- 1941 — Киргизский государственный театр оперы и балета (Фрунзе), балетмейстер В. В. Козлов
- 1943 — Украинский театр оперы и балета имени Т. Г. Шевченко в эвакуации балетмейстер С. Н. Сергеев
- 1946 — Горьковский театр оперы и балета имени А. С. Пушкина, балетмейстер С. В. Инсарский
- 1947 — Узбекский театр оперы и балета имени Алишера Навои (Ташкент), балетмейстер П. К. Йоркин
- 1948 — Одесский театр оперы и балета, балетмейстер В. И. Вронский
- 1949 — Пермский академический театр оперы и балета имени Петра Ильича Чайковского, балетмейстер Ю. П. Ковалёв;
- 1948 — Армянский академический театр оперы и балета им. А. Спендиарова (Ереван)
- 1948 — Татарский театр оперы и балета имени М. Джалиля (Казань), балетмейстер Ф. А. Гаскаров
- 1949 — Бурятский музыкально-драматический театр (Улан-Удэ)
- 1953 — Украинский театр оперы и балета имени Т. Г. Шевченко (Киев), балетмейстер Н. С. Сергеев
- 1958 — Иркутский областной музыкальный театр имени Н. М. Загурского, балетмейстер А. Д. Гулеско
- 1959 — Оренбург
- 1960 — Пермский театр оперы и балета, балетмейстер Г. В. Шишкин
- 1961 — Северо-осетинский государственный театр оперы и балета (Орджоникидзе)
- 1963 — Татарский театр оперы и балета имени М. Джалиля (Казань), балетмейстер С. М. Тулубьева
- 1965 — Красноярский театр музыкальной комедии- балетмейстер А. Д. Гулеско
- 1965 — Узбекский театр оперы и балета имени Алишера Навои (Ташкент), балетмейстер А. В. Кузнецов
- 1966 — Театр оперы и балета Латвийской ССР (Рига) — балетмейстер И. К. Строде
- 1967 — Национальная опера «Эстония» (Таллин), балетмейстер М. О. Мурдмаа
- 1970 — Воронежское хореографическое училище, балетмейстер К. А. Есаулова
- 1974 — Свердловский театр оперы и балета, балетмейстер М. Н. Лазарева,
- 1975 — Грузинский театр оперы и балета им. 3. П. Палиашвили (Тбилиси), балетмейстер Г. Д. Алексидзе
- 1975 — Горьковский театр оперы и балета имени А. С. Пушкина, балетмейстер К. А. Есаулова
- 1978 — Национальная опера «Эстония» (Таллин) — балетмейстер Г. Р. Замуэль
- 1983 — Красноярский театр оперы и балета — балетмейстер К. А. Шморгонер, по А. А. Горскому
- 1984 — Новосибирский театр оперы и балета — балетмейстер В. А. Бударин.
- 1985 — Молдавский театр оперы и балета (Кишинёв) — балетмейстер М. М. Газиев
- 1987 — Армянский театр оперы и балета им. А. А. Спендиарова (Ереван) — балетмейстер М. С. Мартиросян
- 1991 — Воронежское хореографическое училище, балетмейстеры Н. Г. Пидэмская и Е. В. Быстрицкая)
- 1993 — Московский детский музыкальный театр имени Н. И. Сац, балетмейстер Ляпаев

### В странах Балтии
- 4 декабря 1925 — первый балет на литовской национальной сцене — Литовский театр оперы и балета (Каунас), балетмейстер П. Петров
- 1922 — первая полная постановка ещё полупрофессиональной балетной труппы театра «Эстония», осуществленная В. Кригер, которая гастролировала в Эстонии.
- 2002 — национальная опера «Эстония», постановка Мауро Бигонзетти, трагическая трактовка сюжета.
- 4 марта 2010 — первый балет вновь созданного Эстонского национального балета на сцене Национальной оперы «Эстония» в постановке английского хореографа Рональда Хайнда.
- 23 января 2009 — Национальная опера Латвии, постановщик балета — директор латвийского балета Айварс Лейманис, художник Инара Гауя. В ролях Сванильды — три состава: Элза Леймане, Байба Кокина и Сабине Гуравска, Франца — Раймонд Мартынов, Артур Соколов и Зигмар Кирилко.

### В других странах
- 29 ноября 1871 — Théâtre de la Monnaie (Брюссель), балетмейстер Иозеф Хансен (или Гансен) (Joseph Hansen) по Сен-Леону. Он же поставит балет в московском Большом театре
- 1877 — Будапешт, балетмейстер Кампилли
- 1884 — Венгерский оперный театр, Будапешт, балетмейстер Кампилли.
- 8 ноября 1884 — Одноактная версия поставленная Бертраном (Bertrand) по Сен-Леону, Эмпайр Тиэтр, Лондон. Сванильда — А. Холт, Коппелиус — В. Уорд.
- 11 марта 1887 — Метрополитен-опера, Нью-Йорк
- 26 января 1896 — Ла Скала (Милан), балетмейстер Джорджио Сараччо (Giorgio Saracco),
- 27 декабря 1896 — Датский королевский балет (Копенгаген), балетмейстеры Г. Глазерман и Ханс Бек, Сванильда — В. Борксениус, Франц — Бек.
- 21 ноября 1896 — Придворный театр Мюнхена, балетмейстер Александр Жене, Сванильда Аделин Жене (Genee)
- 14 мая 1906 — восстановление постановки в Эмпайр Тиэтр, Лондон
- 1912 — Венгерский оперный театр, Будапешт, балетмейстер Н. Гуэрра.
- 1928 — Софийская народная опера, балетмейстер А. Петров
- 1929 — в Австралии созданна труппа «Первый австралийский балет» под руководством М. Бурлакова и Л. Лайтфута, дававшие представления на сцене «Савой театре» в Сиднее, «Коппелия» один из первых спектаклей
- 21 марта 1933 — труппа «Вик Уэллс балле» на сцене «Сэдлерс-Уэллс», Лондон, в 2 актах, балетмейстер Н. Г. Сергеев по Петипа и Чеккетти; Сванильда — Л. В. Лопухова (позднее Нинетт де Валуа), Франц — С. Джадсон, Коппелиус — X. Бриге.
- 1936 — труппа «Балле рюс де Монте-Карло», балетмейстер Н. Зверев, художник М. В. Добужинский; Сванильда — В. Немчинова.
- 22 октября 1942 — Симон Семёнов по Сен-Леону, Балет-тиэтр, Нью-Йорк
- 1942 — в Японии создана труппа «Кайтани барэдан», под руководством Яоко Кайтани, «Коппелия» — один из первых спектаклей
- 1948 — Парлич, Дмитрий (Рагlic), Белград
- 1951 — Пино и Пиа Млакар (Mlakar) — в Любляне
- 1951 — в Канаде (Торонто) создана труппа «Национальный балет Канады» под руководством Селии Франка (Franca), «Коппелия» — один из первых спектаклей
- 1953 — Венгрия, балетмейстер Д. Харангозо,
- 1956 — Государственная опера, Берлин, балетмейстер Л. Грубер.
- 31 августа 1956 — «Лондон Фестивал Балет» (London Festival Ballet), Лондон Гарольд Ландер (Harold Lander) по Глаземану (Glasemann) и Бек (Beck) Сванильда — Б. Райт, Франц — Дж. Гилпин.
- 1961 — Милан, балетмейстер А. Д. Данилова
- 1962 — Чили, Сантьяго, труппа О. Чинтолези «Балет современного искусства»
- 24 декабря 1968 — American Ballet Theatre, Brooklyn Academy, Нью-Йорк, балетмейстер Энрико Мартинес (Enrique Martinez),
- 1973 — Paris Opéra Ballet, восстановление Пьером Лакоттом оригинальной постановки Сен-Леона
- Июль 1974 — «Нью-Йорк Сити балет» (New York City Ballet, Saratoga Springs) постановка Джорджа Баланчина с участием Александры Даниловой по хореографии Петипа и Чеккетти. Сохранив хореографию Петипа во 2 акте, Баланчин создал новую хореографию для 3 акта и для мазурки, чардаша и вариации Франца из первого акта. В ролях: Сванильда — Патриция МакБридж (Patricia McBride); Франц — Хельги Томассон (Helgi Tomasson), Коппелиус — Шон О’Брайен (Shaun O’Brian)
- 18 сентября 1975 — Балет Марселя, балетсейстер Роланд Петит (Petit).
- Апрель 2001 г. — Paris Opera Хореография: Альберт Авелин и Пьер Лакотт. В ролях: Сванильда-Чарлин Гайзерданнер, Франц-Матье Ганьо, Коппелиус -Пьер Лакотт
- 1 мая 2004 — оперный театр в Хемниц новая постановка Торстена Хендлера (Thorsten Händler). Действие перенесено в школу начала XX века.
- 19 ноября 2005 — Государственный театр Карсруе, английский хореограф Peter Wright ориентировался на редакцию Мариуса Петипа и Энрико Чеккетти. Музыка: Баденская государственная капелла Карлсруэ.
- 29 января 2006 Венская государственная опера хореография Дьюла Харангозо воспроизведена его сыном Дьюла Харангозо младшим. Сванильда — Полина Семёнова, Франц — Томаш Tamás Solymosi -Коппелиус — Лукас Гаудермарк (Lukas Gaudernak), Коппелия — Шоко Накамура (Shoko Nakamura)

## Исполнители партий в балете

### Сванильда
- Абрамова, Анастасия Ивановна — Большой театр
- Богородицкая, Жанна Владимировна — первое исполнение в театре Кремлёвский балет
- Васильева, Зинаида Анатольевна — первое исполнение в Ленинградском Малом театре
- Вилль, Эльза Ивановна — Мариинский театр
- Гаврилова, Александра Ивановна — Украинский театр оперы и балета имени Т. Г. Шевченко (Киев)
- Гейтен, Лидия Николаевна — первое исполнение в Большом театре
- Гельцер, Екатерина Васильевна — Большой театр
- Голикова, Елена Васильевна — Музыкальный театр имени К. С. Станиславского и Вл. И. Немировича-Данченко
- Головкина, Софья Николаевна — Большой театр
- Джури, Аделина Антоновна — Большой театр
- Дроздова, Маргарита Сергеевна — Музыкальный театр имени К. С. Станиславского и Вл. И. Немировича-Данченко
- Еремеева, Диана Игоревна — Пермский театр оперы и балета, дебют 20.11.2014
- Жарова, Анна — Новосибирский театр оперы и балета
- Жене, Аделин (Genee) — Придворный театр Мюнхена 1896
- Иванова, Галина Михайловна — Татарский театр оперы и балета имени М. Джалиля
- Юозапайтите, Мария — Литва
- Иордан, Ольга Генриховна — театр им. Кирова
- Исаева, Галина Ивановна — ленинградский Малый театр
- Казинец, Марина Ивановна — Грузинский театр оперы и балета им. 3. П. Палиашвили
- Кайтани, Яоко — Япония, в собственной труппе «Кайтани барэдан»
- Кириллова, Галина Николаевна — ленинградский Малый театр
- Кокурина, Анастасия Николаевна — Пермский театр оперы и балета
- Кригер, Викторина Владимировна — Большой театр
- Кшесинская, Матильда Феликсовна — Мариинский театр
- Кузьмина, Мария — Новосибирский театр оперы и балета
- Кякшт, Лидия Георгиевна — Мариинский театр
- Лакатош, Габриелла (Lakatos) — Венгрия
- Пьерина Леньяни — Мариинский театр
- Лепешинская, Ольга Васильевна — Большой театр
- Лыткина, Елена — Новосибирский театр оперы и балета
- Малейнайте, Ольга Викторовна — Литва
- Малышева Алла Николаевна — ленинградский Малый театр
- Млакар, Вероника — Югославия, Мюнхенский оперный театр
- Насретдинова, Зайтуна Агзамовна — Башкирский театр оперы и балета
- Нерина, Надя (Nerina) — Английский Королевский Балет
- Никитина, Варвара Александровна — Большой театр Санкт-Петербурга
- Николаева, Александра Васильевна — Белоруссия
- Преображенская, Ольга Иосифовна — Мариинский театр
- Рославлева, Любовь Андреевна — Большой театр
- Савицкая, Ольга (Savicka) — Польша
- Статкун, Тамара Витальевна — ленинградский Малый театр
- Трефилова, Вера Александровна — Мариинский театр
- Урусова, Виктория Арнольдовна — Азербайджанский театр оперы и балета им. М. Ф. Ахундова
- Фесенко, Татьяна Ивановна — ленинградский Малый Театр
- Фонтейн, Марго (Fonteyn) — Англия
- Фроман, Маргарита Петровна — Большой театр
- Шерер, Мойра (Shearer) — Англия
- Ярыгина, Антонина Васильевна — Украина

### Коппелия
- Битнер, Барбара (Bittnerowna) — Польша
- Гейтен, Лидия Николаевна — Большой театр
- Кун, Жужа — Венгрия
- Кузнецова, Светлана Александровна — Новосибирский театр оперы и балета
- Куллик, Маргарита Гаральдовна — ленинградский театр им. Кирова
- Линник, Анна Сергеевна — ленинградский Малый театр
- Малышева, Алла Николаевна — ленинградский Малый театр
- Пирожная, Галина Николаевна — ленинградский Малый театр
- Розенберг, Валентина Максимовна — ленинградский Малый театр
- Статкун, Тамара Витальевна — ленинградский Малый театр
- Филина, Людмила Владимировна — ленинградский Малый театр

### Франц
- Волинин, Александр Емельянович — Большой Театр
- Гердт, Павел Андреевич — Большой Театр Санкт-Петербурга, первый исполнитель
- Гришенков, Максим — Новосибирский театр оперы и балета
- Гусев Пётр Андреевич — первое исполнение в Ленинградском Малом театре
- Долгушин, Никита Александрович — ленинградский Малый театр
- Жуков, Леонид Алексеевич — Большой Театр
- Кондратов Юрий Григорьевич — Большой Театр
- Кякшт, Георгий Георгиевич — Мариинский театр
- Моисеев, Михаил Фёдорович — Воронеж, 1918
- Островский, Василий Борисович — ленинградский Малый театр
- Подушин, Василий Серафимович — Красноярский театр
- Пономарёв, Владимир Иванович — театр им. Кирова
- Смольцов, Иван Васильевич — Большой театр
- Соколов, Николай Сергеевич — ленинградский Малый театр
- Статс, Лео (Staats) — Франция
- Тедеев, Вадим Сергеевич — Музыкальный театр имени К. С. Станиславского и Вл. И. Немировича-Данченко
- Тихомиров, Василий Дмитриевич — Большой Театр
- Фюлёп, Виктор (Fulop) — Венгрия
- Щербаков Виктор Викторович (род. 1981), Заслуженный артист Украины, Лауреат Государственной премии Украины в области хореографического искусства им. А. Ф. Шекеры, Национальная опера Украины, Киев
- Карреньо, Йоэль — Национальный балет Кубы

### Коппелиус
- Булгаков, Алексей Дмитриевич — Большой театр
- Гельцер, Василий Фёдорович — Большой театр
- Гращенко, Евгений — Новосибирский театр оперы и балета
- Домашёв, Александр Николаевич — Музыкальный театр имени К. С. Станиславского и Вл. И. Немировича-Данченко
- Орлов, Александр Александрович — Мариинский театр
- Обухов, Михаил Константинович — Мариинский театр
- Радунский, Александр Иванович — Большой театр
- Ростовцев, Михаил Антонович — первый исполнитель в Ленинградском Малом театре
- Рябцев, Владимир Александрович — Большой театр
- Саркисов Вячеслав Георгиевич — Музыкальный театр имени К. С. Станиславского и Вл. И. Немировича-Данченко
- Симкин, Дмитрий Феликсович — Новосибирский театр оперы и балета
- Сидоров, Иван Емельянович — Большой театр
- Стуколкин, Тимофей Алексеевич — первый исполнитель в Большом театре Санкт-Петербурга,
- Харангозо, Дьюла (Harangozo) — Венгрия
- Хелпмен, Роберт (Helpmann) — Англия
- Цаплин, Виктор Иванович — Большой театр
- Ширяев, Александр Викторович — Мариинский театр
- Хлюстин, Иван Николаевич — Большой театр
- Ваннер, Вильгельм — Большой театр
- Чекрыгин, Александр Иванович — Мариинский театр
- Янин, Геннадий Петрович — Большой театр

## В астрономии
В честь балета «Коппелия» назван астероид (815) Коппелия, открытый в 1916 году немецким астрономом Максом Вольфом.

## В изобразительном искусстве
Считается, что образ «Энн» и особенно поздние рисунки «девушек-марионеток» одного из самых крупных британских художников XX века Лоуренса Стивена Лаури вдохновлены «Коппелией» Делиба.